# Udobny
Udobny (russisch Удобный) ist ein Dorf (posjolok) in Südrussland. Es gehört zur Republik Adygeja und hat 1454 Einwohner (Stand 2019). Im Ort gibt es 38 Straßen. Das Dorf wurde 1934 gegründet.

## Geographie
Das Dorf liegt zwischen der Stadt Maikop und dem Dorf Tulski, 5 km nördlich von Tulski (dem Verwaltungszentrum des Bezirks) auf der Straße. Sowchosny ist der nächstgelegene ländliche Ort.